# 滝浪隆雄
滝浪 隆雄（たきなみ たかお、1951年4月25日 - ）は、山口県出身の元プロ野球選手（投手）。

## 来歴・人物
早鞆高から、1969年に広島東洋カープのテストを受けドラフト外で入団した。
球足が早くスピードに富むが、コントロールがいま一つで、これが課題だった。2年間在籍したが、一軍公式戦の出場がなく、1971年に現役を引退した。

## 詳細情報

### 年度別投手成績
- 一軍公式戦出場無し

### 背番号
- 56 （1970年 - 1971年）